# 战斗报

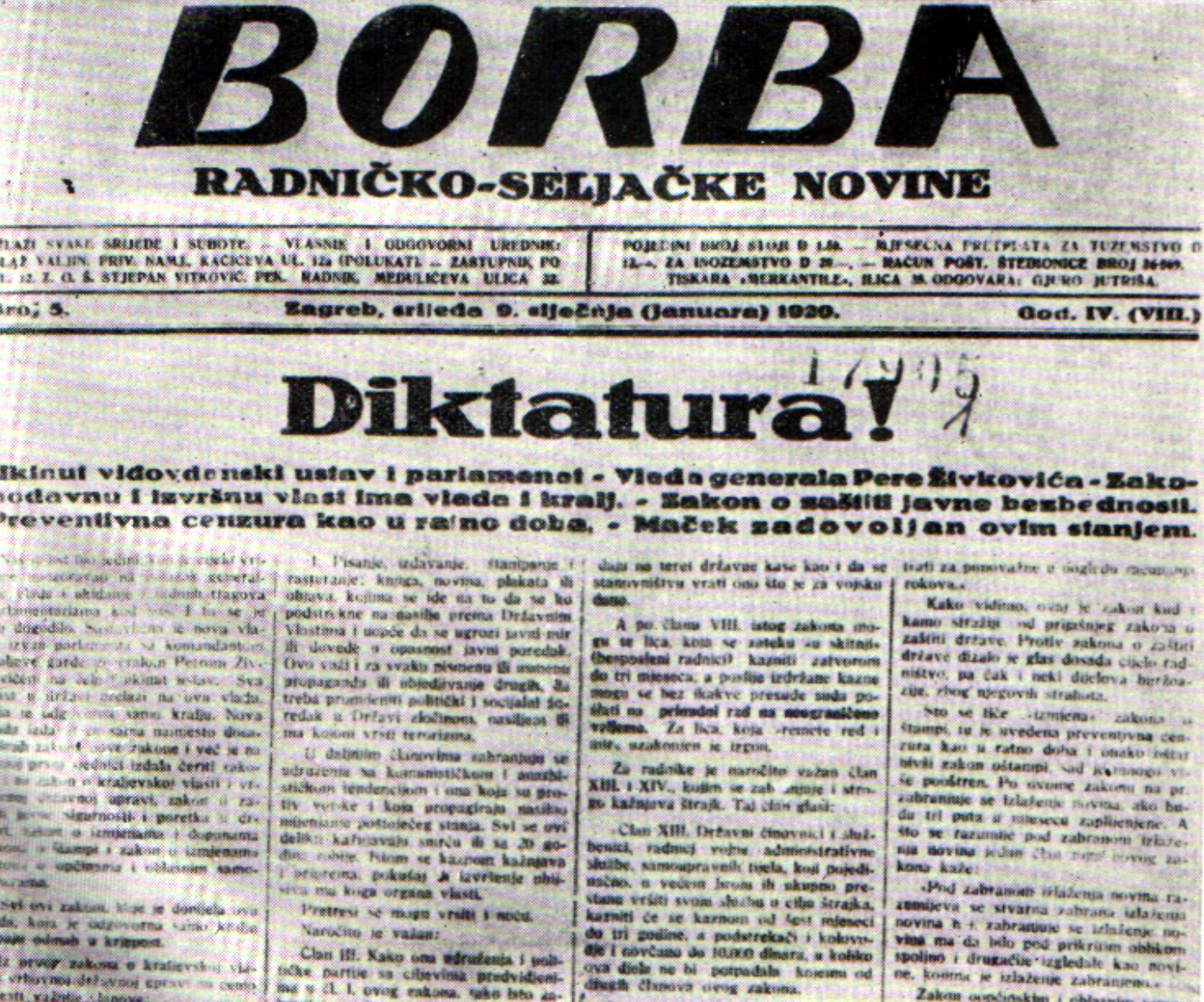
1929年1月9日《战斗报》头版

《战斗报》（羅馬化：Borba）是南斯拉夫和塞尔维亚的一份报纸。1922年2月19日，它作为南斯拉夫共产党（1952年，改称南斯拉夫共产主义者联盟）机关报在萨格勒布首次出版。1954年，成为南斯拉夫劳动人民社会主义联盟的机关报，直至南斯拉夫解体。2009年10月，停止发行。2020年，一份得到塞尔维亚政府资助的同名月刊发行。